# Kapuzinerkloster Hartberg

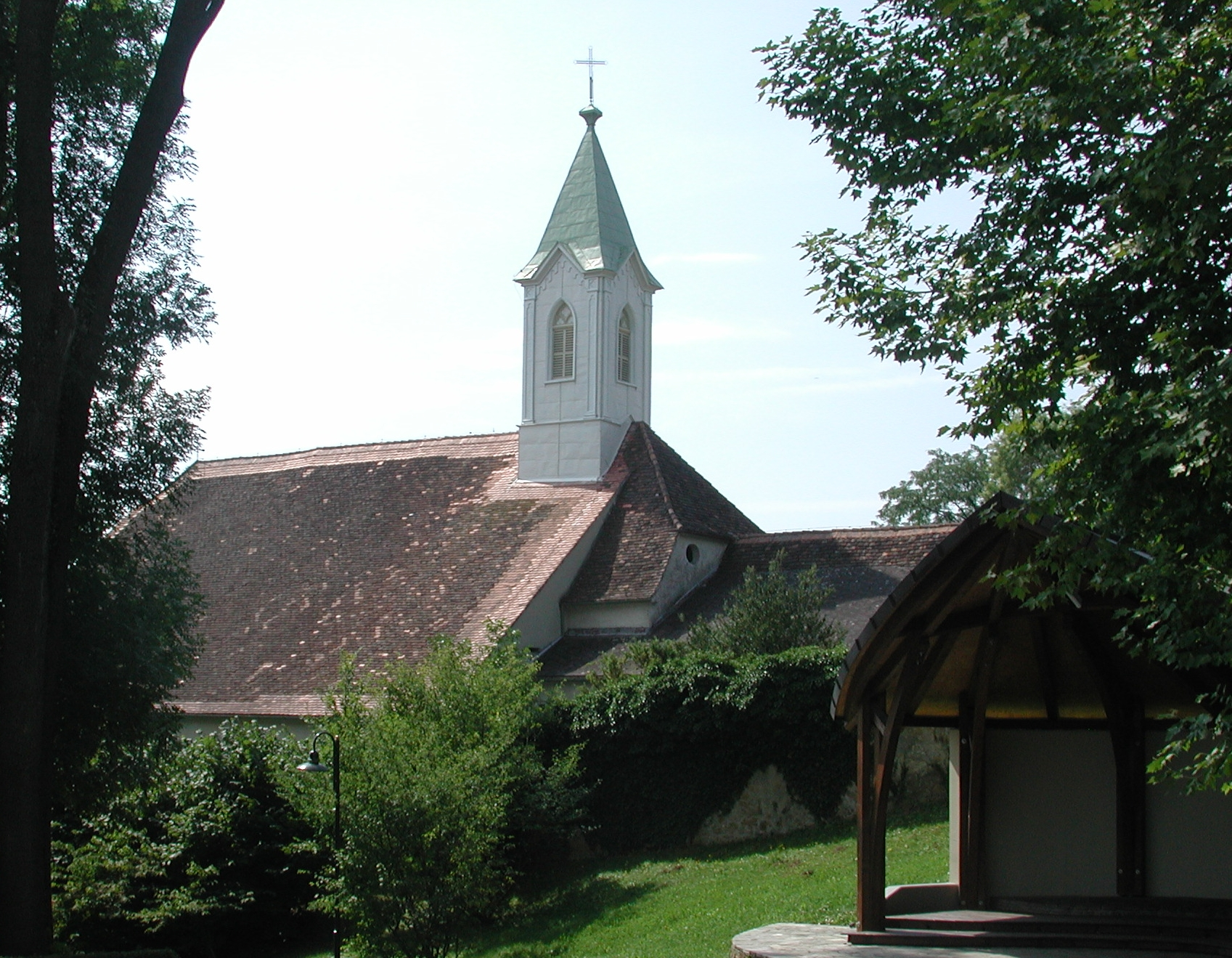
Klosterkirche vom Stadtpark aus gesehen

Das Kapuzinerkloster Hartberg ist eine Klosteranlage der Kapuzinerprovinz Österreich-Südtirol in der österreichischen Stadt Hartberg, Bundesland Steiermark.

## Geschichte
Am 14. April 1654 wurde der Grundstein des Klosters von Matthias Singer, dem Propst des Stiftes Vorau, gelegt. Die Errichtung war von einigen Schwierigkeiten begleitet, konnte jedoch wegen des Einsatzes zahlreicher Wohltäter, unter ihnen Wolfgang Rudolf Graf von Saurau, des Herren von Neuberg, vorangetrieben werden. Die Kirchweihe unter dem Patrozinium von Mariä Himmelfahrt erfolgte am 4. Juli 1658 durch den Fürstbischof der Diözese Seckau, Johann IV. Markus von Altringen.
Durch den starken Bevölkerungszuwachs und den damit einsetzenden Besucherandrang musste der Sakralbau bald erweitert werden. Im Laufe der Jahrhunderte war das Kapuzinerkloster zwei Mal von der Auflassung bedroht: Zum ersten Mal im Zuge der Josephinischen Reformen unter Kaiser Joseph II. und zum zweiten Mal unter den Nationalsozialisten, 1940, als die Kapuziner Hartberg verlassen mussten und der Klosterkomplex enteignet wurde. Das Gebäude wurde als Altersheim adaptiert und die Kirche fand als Militärdepot Verwendung. Nach dem Ende des Zweiten Weltkriegs kehrten die Kapuziner zwar wieder zurück, konnten jedoch einen großen Teil des Gebäudes nicht verwenden, da es bis 1955 noch das Bezirksaltersheim beherbergte. Zwischen 1956 und 1967 war auch eine Filiale der Haushaltungsschule von Schloss St. Martin bei Graz in den Räumlichkeiten untergebracht.
Mit September 2016 übernahm die Diözese Graz-Seckau das Kloster, da sich die Kapuziner wegen Nachwuchsmangel zurückziehen mussten. Seither wird im "Gebetshaus Hartberg", wie das Kloster nun heißt, das Gründungsprojekt eines Oratoriums des hl. Philipp Neri umgesetzt.

## Architektur und Gestaltung

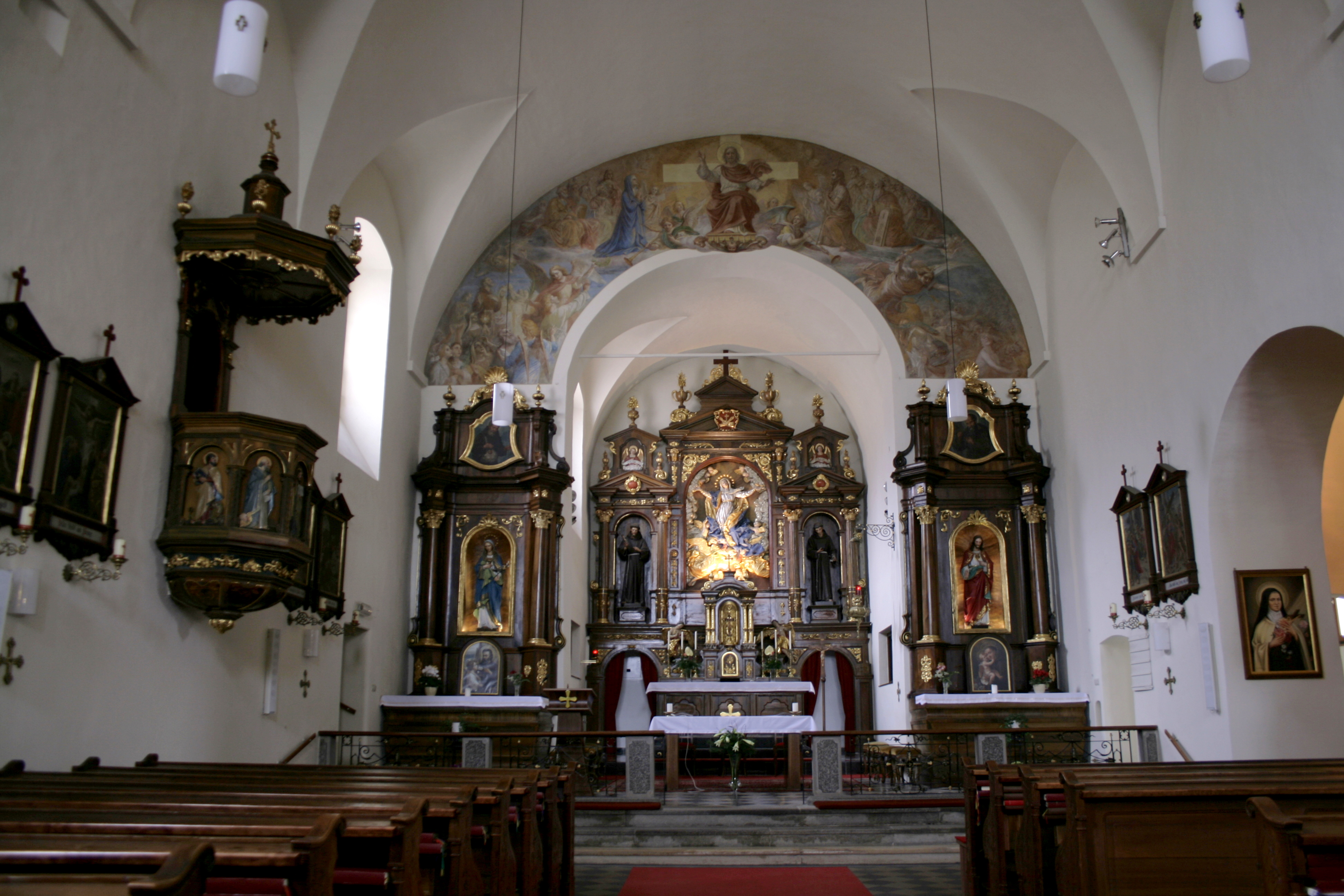
Innenansicht der Klosterkirche

Das Kapuzinerkloster mit der zugehörigen Kirche befindet sich am Kernstockplatz im Südwesten der Altstadt. Der schlichte Bau ist einschiffig und besitzt Tonnengewölbe mit Stichkappen. Auf der schmucklosen Fassade ist ein Krüppelwalmdach aufgesetzt und über dem Altarraum ist ein Dachreiter aufgebaut. Zur Straße hin ist eine Treppenanlage errichtet worden. Die neubarocke Einrichtung der Kirche wurde zu Beginn des 20. Jahrhunderts um Bilder vom Künstler P.G. Burtscher erweitert. Ende der 1970er Jahre fand eine umfassende Renovierung des Klosters mitsamt der Kirche statt.

## Nachweise
1. 1 2  Geschichte der Kapuziner in Hartberg
2. ↑  Woisetschläger, Krenn: Dehio Steiermark (ohne Graz). S. 164.

Koordinaten: 47° 16′ 43,7″ N, 15° 57′ 59,4″ O